# Malmgreniella pettiti
Malmgreniella pettiti är en ringmaskart som beskrevs av Pettibone 1993. Malmgreniella pettiti ingår i släktet Malmgreniella och familjen Polynoidae. Inga underarter finns listade i Catalogue of Life.